# Georg Wilhelm Steller
Georg Wilhelm Steller, egentligen Georg Wilhelm Stoeller, född 10 mars 1709, död 14 november 1746, var en tysk läkare och naturforskare.
Då han inte såg en möjlighet att jobba som läkare i Tyskland gick han till Ryssland. 1734 deltog han som läkare i ett ryskt krig mot Polen. 1737 blev han medlem i den så kallade "stora nordiska expeditionen". Redan under resan till Kamtjatka gjorde han ett stort antal forskningar i olika vetenskapliga grenar – till exempel botanik, zoologi och geologi. Först 1740 nådde han sitt mål och ett år senare blev han frågat av Vitus Bering om han ville följa med i en expedition till Amerika.
Han tackade ja och den 15 juli 1741 var de framme i Alaska. Under hela resan fortsatte Steller med sin forskning trots att förhållandet med Vitus Bering var spänt. Skeppet förstördes vid Berings ö och under tiden där beskrev han en numera utdöd art av sirendjur som idag bär hans namn, Stellers sjöko. Med en liten farkost kom de slutligen tillbaka till Kamtjatka.
Efter några år där tog han 1745 vägen tillbaka till Sankt Petersburg. I Irkutsk blev han åtalat för att ha uppviglad den sibiriska ursprungsbefolkningen mot den ryska tsaren men på grund av brist på bevis friades han. Senare blev han sjuk och dog i den sibiriska staden Tiumen.

## Eftermäle
Förutom Stellers sjöko är även Stellers sjölejon uppkallat efter Steller. Auktorsnamnet Steller kan användas för Georg Wilhelm Steller i samband med ett vetenskapligt namn inom botaniken; se Wikipediaartiklar som länkar till auktorsnamnet.
Asteroiden 14016 Steller är uppkallad efter honom.